# كسينيا بايلو
كسينيا أوليهيفنا بايلو (الأوكرانية: Ксения Олегивна Байло، من مواليد 25 فبراير 2005) هي لاعبة غطس أوكرانية فازت مع أوليكسي سيريدا بالميدالية الذهبية في حدث الغطس من منصة قفز 10 متر متزامن مختلط في بطولة الألعاب المائية الأوروبية 2020 التي أقيمت في بودابست، المجر. فازت مع صوفيا ليسكون بالميدالية البرونزية في حدث منصة قفز 10 متر متزامن للسيدات.
في بطولة العالم للغطس للناشئين 2021 في موطنها أوكرانيا، فازت بالميدالية الذهبية في حدث القفز من منصة 3 متر ومنصة 10 متر لفئتها العمرية ب.